# Friedrich August Kanne
Friedrich August Kanne   (Delitzsch, 8 de març de 1778 - Viena, 16 de desembre de 1833) va ser un compositor i crític musical saxó a Viena.

## Biografia
Kanne va néixer el 8 de març de 1778 a Delitzsch, Saxònia. Va estudiar teologia i medicina a Leipzig i Wittenberg, després literatura i composició a Dresden, on tingué com un dels professors a Christian Ehregott Weinligs. A finals de 1804, es va traslladar a Viena i va treballar breument com a tutor musical a Joseph Franz von Lobkowitz de la Casa de Lobkowicz. Va conèixer a Joseph Haydn i es va fer amic de Beethoven a qui va ajudar a comprendre el text de la Missa tridentina quan Beethoven treballava en la seva Missa Solemnis. Va viure un temps a la fonda Zum Schwarzen Kameel de l'Innere Stadt de Viena (1er. districte de la ciutat de Viena).
Des de 1820 fins a 1824 va editar el "Viena Allgemeine musikalische Zeitung" (diari musical general) després d'Ignaz i Joseph von Seyfried. El 1829 va editar amb Ignaz Franz Castelli el "Viena Allgemeine musikalische Anzeiger" (butlletí de música general).
Kanne va escriure més d'una dotzena d'òperes i obres de música incidental a obres de teatre, entre les quals destaquen La fedeltà (1803), Sappho (1805), Die Elfenköningin (1805), Orpheus und Eurydice (1807), Fernando und Miranda (1808), Mirandola oder Das Schwert der Rache (1811), Die Belagerten (1813), Deutscher Sinn (1813), Die gute Nachricht (1814), Das Schloß Theben oder Der Kampf der Flußgötter (1817), Die eiserne Jungfrau (1822), Malvina oder Putzerls Abenteuer (1822) 1823), Lindane oder Die Fee und der Haarbeutelschneider (1824), Die Zauberschminke oder das Land der Erfindungen (1825), Der Untergang des Feenreiches (1826), Philipp und Suschen oder Der falsche Jupiter (1832), Die Mainacht oder Der Blocksberg (1832) Berlín, 1834), en part al seu propi llibret. La seva obra patriòtica a la qual també va escriure música incidental, "Die Spinnerin am Kreuz" (1822), va estar durant molts anys en repertori als escenaris de Viena. S'ha suggerit que el lent moviment del Concerto de piano núm. 4 de Beethoven és una peça de programa de música estretament basada en el final de l'acte 1 de l'Orfeu de Kanne. Beethoven va utilitzar un text de Kanne per a la seva ària amb cor, "Germania", WoO 94. Les altres obres de Kanne inclouen simfonies, misses, obres de piano i cançons escrites per a poemes de Goethe, Schiller i Schlegel.
Kanne va morir el 16 de desembre de 1833 a Viena i hi ha enterrat al cementiri de St Marx .

## Llegat
El 1912, el carril Kannegasse a la Rudolfsheim-Fünfhaus de Viena va rebre el seu nom. S'especula que Kanne es convertís en el prototip de Kapellmeister Johannes Kreisler en les obres d'Ernst Theodor Amadeus Hoffmann.